# Cheilanthes glutinosa
Cheilanthes glutinosa är en kantbräkenväxtart som beskrevs av M. Kessler och A. R. Sm. Cheilanthes glutinosa ingår i släktet Cheilanthes och familjen Pteridaceae. Inga underarter finns listade.